# 노다 내각 (제2차 개조)
노다 제2차 개조내각(일본어: 野田第2次改造内閣)은 중의원 의원, 민주당 대표 노다 요시히코가 제95대 내각총리대신으로 임명되어, 2012년 6월 4일부터 2012년 10월 1일까지 존재한 일본의 내각이다.

## 개요

### 개각이 단행될 때까지의 배경
2012년 1월 13일에 노다 요시히코 총리는 내각이 발족된 지 4개월여 만에 내각 개조를 단행해 그에 따라 발족한 노다 내각 제1차 개조내각에서는 제180회 통상 국회에서 사회 보장과 세금 일체개혁안을 내걸고 논전에 들어갔지만 그 때 다나카 나오키 방위대신이 조선민주주의인민공화국에 의한 미사일 발사 대응에 미흡했다는 비판을 받았고 마에다 다케시 국토교통대신은 2012년 4월 15일에 치른 기후현 게로시장 선거와 관련해서 고시 전에 이시다 요시히로 후보(전 민주당 중의원 의원)에게 투표를 호소하는 내용이 담긴 문서에 스스로 서명한 뒤 기후 현지의 건설업협회 간부에게 보낸 사실이 드러나 참의원에서 다나카 방위대신과 마에다 국토교통대신에 대한 문책 결의안이 가결되었다.
다나카 방위대신과 마에다 국토교통대신에 대한 자질 시비가 일어나고 있는 시점에서 노다 총리는 두 각료를 연임시킬려고 했지만 정권으로서는 최대 과제인 소비세 인상 법안을 국회에서 처리하기 위해 야당과의 협력 관계 구축을 도모하기 위한 목적으로 내각 개조를 단행하게 되었다. 각료 13명이 유임되면서 내각 개조에서 유임된 각료는 역대 최다 기록이 되었다.

### 인사

#### 2012년
- 6월 4일 - 내각 개조를 단행.
- 6월 27일 - 후쿠다 아키오 총무대신 정무관이 사임.
- 7월 6일 - 중의원 의원 이나미 데쓰오를 총무대신 정무관으로 임명.
- 7월 12일 - 내각부에 우주 전략실이 설치된 것에 따라 경제 재정 정책 담당 후루카와 모토히사를 우주 정책 담당으로 임명.
- 7월 12일 - 내각부 설치법 등의 일부를 개정하는 법률 시행에 따라 이나미 데쓰오 총무대신 정무관을 내각부대신 정무관과 겸직시키면서 지역 주권·지역 활성화 담당으로 하였고 기타가미 게이로 경제산업대신 정무관을 내각부대신 정무관과 겸직시켜 원자력 손해배상 지원 기구 담당으로 내정되었다.
- 9월 10일 - 마쓰시타 다다히로 내각부 특명담당대신(금융·우정 민영화 담당)이 급서하면서[1] 내각 회의에서는 9월 10일자로 아즈미 준 재무대신을 내각부 특명담당대신(금융 담당) 사무 대리로 임명되었고 우정 민영화 담당 대신은 공석으로 하는 것을 결정했다. 또한 현직 국무대신의 자살은 일본국 헌법하의 마쓰오카 도시카쓰 농림수산대신에 이어 두 번째다.[2]
- 9월 19일 - 원자력 규제 위원회 설치법의 시행에 의해 환경대신 호소노 고시를 내각부 특명담당대신 (원자력 방재 담당)으로 임명되었고 아울러 환경 부대신 요코미쓰 가쓰히코를 내각부 부대신과 겸직시켜 원자력 방재 담당까지 맡게 되었다. 환경대신 정무관 다카야마 사토시를 내각부대신 정무관으로 겸직시킴과 동시에 원자력 방재 담당까지 맡게 되었다.[3]
- 10월 1일 - 개각을 단행함에 따라 각료들이 제출한 사표를 수리하면서 제2차 개조내각으로서의 종지부를 찍었고, 노다 내각 제3차 개조내각이 발족되었다.

## 각료

### 국무대신
| 출신 당파 : 민주당 국민신당 비 국회의원 (발족시 : 민주당 15, 국민신당 1, 민간 1) |

| 직책                                                 | 대수 | 성명              | 성명 | 주요 경력                                                   | 임시 대리 순위 | 재직 기간                  | 비고                                         |
| ---------------------------------------------------- | ---- | ----------------- | ---- | ----------------------------------------------------------- | -------------- | -------------------------- | -------------------------------------------- |
| 내각총리대신                                         | 95   | 노다 요시히코     |      | 중의원 민주당 (노다 그룹)                                   | -              | 2012년 6월 4일 ~ 10월 1일  | 민주당 대표                                  |
| 부총리                                               | -    | 오카다 가쓰야     |      | 중의원 민주당 (무파벌)                                      | 1              | 2012년 6월 4일 ~ 10월 1일  | 행정개혁 담당 사회 보장과 세금 일체개혁 담당 |
| 총무대신                                             | 15   | 가와바타 다쓰오   |      | 중의원 민주당 (가와바타 그룹) (하토야마 그룹)               | 3              | 2012년 6월 4일 ~ 10월 1일  |                                              |
| 법무대신                                             | 90   | 다키 마코토       |      | 중의원 민주당 (무파벌)                                      | -              | 2012년 6월 4일 ~ 10월 1일  |                                              |
| 외무대신                                             | 145  | 겐바 고이치로     |      | 중의원 민주당 (겐바 그룹)                                   | 4              | 2012년 6월 4일 ~ 10월 1일  |                                              |
| 재무대신                                             | 15   | 아즈미 준         |      | 중의원 민주당 (마에하라 그룹)                               | -              | 2012년 6월 4일 ~ 10월 1일  |                                              |
| 문부과학대신                                         | 16   | 히라노 히로후미   |      | 중의원 민주당 (히라노 그룹)                                 | -              | 2012년 6월 4일 ~ 10월 1일  | 국립국회도서관 연락조정위원회 위원           |
| 후생노동대신                                         | 14   | 고미야마 요코     |      | 중의원 민주당 (마에하라 그룹)                               | -              | 2012년 6월 4일 ~ 10월 1일  |                                              |
| 농림수산대신                                         | 54   | 군지 아키라       |      | 참의원 민주당 (요코미치 그룹)                               | -              | 2012년 6월 4일 ~ 10월 1일  |                                              |
| 경제산업대신                                         | 16   | 에다노 유키오     |      | 중의원 민주당 (마에하라 그룹) (간 그룹)                     | 5              | 2012년 6월 4일 ~ 10월 1일  |                                              |
| 국토교통대신                                         | 17   | 하타 유이치로     |      | 참의원 민주당 (하타 그룹)                                   | -              | 2012년 6월 4일 ~ 10월 1일  | 해양 정책 담당                               |
| 환경대신                                             | 17   | 호소노 고시       |      | 중의원 민주당 (마에하라 그룹)                               | -              | 2012년 6월 4일 ~ 10월 1일  |                                              |
| 방위대신                                             | 11   | 모리모토 사토시   |      | 비 국회의원                                                 | -              | 2012년 6월 4일 ~ 10월 1일  |                                              |
| 내각관방장관                                         | 80   | 후지무라 오사무   |      | 중의원 민주당 (노다 그룹)                                   | 2              | 2012년 6월 4일 ~ 10월 1일  |                                              |
| 부흥대신                                             | 1    | 히라노 다쓰오     |      | 참의원 민주당 (겐바 그룹) (오자와 그룹)                     | -              | 2012년 6월 4일 ~ 10월 1일  | 동일본 대지진 총괄 담당                      |
| 국가공안위원회 위원장                                | 86   | 마쓰바라 진       |      | 중의원 민주당 (히라노 그룹) (하토야마 그룹) (가와바타 그룹) | -              | 2012년 6월 4일 ~ 10월 1일  | 납치 문제 담당                               |
| 내각부 특명담당대신 (오키나와 및 북방 대책 담당)     | 15   | 가와바타 다쓰오   |      | 중의원 민주당 (가와바타 그룹) (하토야마 그룹)               | -              | 2012년 6월 4일 ~ 10월 1일  |                                              |
| 내각부 특명담당대신 (방재 담당)                      | 18   | 나카가와 마사하루 |      | 중의원 민주당 (하타 그룹)                                   | -              | 2012년 6월 4일 ~ 10월 1일  | 공무원 제도 개혁 담당                        |
| 내각부 특명담당대신 (금융 담당)                      | 15   | 마쓰시타 다다히로 |      | 중의원 국민신당                                             | -              | 2012년 6월 4일 ~ 9월 10일  | 우정 개혁 담당                               |
| 내각부 특명담당대신 (금융 담당)                      | -    | 아즈미 준         |      | 중의원 민주당 (마에하라 그룹)                               | -              | 2012년 9월 10일 ~ 10월 1일 | 사무 대리                                    |
| 내각부 특명담당대신 (소비자 및 식품 안전 담당)       | 7    | 마쓰바라 진       |      | 중의원 민주당 (히라노 그룹) (하토야마 그룹) (가와바타 그룹) | -              | 2012년 6월 4일 ~ 10월 1일  |                                              |
| 내각부 특명담당대신 (행정 쇄신 담당)                 | 6    | 오카다 가쓰야     |      | 중의원 민주당 (무파벌)                                      | -              | 2012년 6월 4일 ~ 10월 1일  |                                              |
| 내각부 특명담당대신 (‘신 공공’ 담당)                 | 5    | 나카가와 마사하루 |      | 중의원 민주당 (하타 그룹)                                   | -              | 2012년 6월 4일 ~ 10월 1일  |                                              |
| 내각부 특명담당대신 (저출산 대책 담당)               | 12   | 고미야마 요코     |      | 중의원 민주당 (마에하라 그룹)                               | -              | 2012년 6월 4일 ~ 10월 1일  |                                              |
| 내각부 특명담당대신 (남녀 공동 참가 담당)            | 15   | 나카가와 마사하루 |      | 중의원 민주당 (하타 그룹)                                   | -              | 2012년 6월 4일 ~ 10월 1일  |                                              |
| 내각부 특명담당대신 (경제 재정 정책 담당)            | 17   | 후루카와 모토히사 |      | 중의원 민주당 (마에하라 그룹)                               | -              | 2012년 6월 4일 ~ 10월 1일  | 국가전략 담당                                |
| 내각부 특명담당대신 (지역 주권 추진 담당)            | 4    | 가와바타 다쓰오   |      | 중의원 민주당 (가와바타 그룹) (하토야마 그룹)               | -              | 2012년 6월 4일 ~ 10월 1일  | 지역 활성화 담당                             |
| 내각부 특명담당대신 (과학기술 정책 담당)             | 16   | 후루카와 모토히사 |      | 중의원 민주당 (마에하라 그룹)                               | -              | 2012년 6월 4일 ~ 10월 1일  | 우주 개발 담당                               |
| 내각부 특명담당대신 (원자력 손해배상 지원 기구 담당) | 3    | 에다노 유키오     |      | 중의원 민주당 (마에하라 그룹) (간 그룹)                     | -              | 2012년 6월 4일 ~ 10월 1일  | 원자력 경제 피해 담당                        |
| 내각부 특명담당대신 (원자력 행정 담당)               | 1    | 호소노 고시       |      | 중의원 민주당 (마에하라 그룹)                               | -              | 2012년 6월 4일 ~ 10월 1일  | 원자력 발전 사고의 수습 및 재발 방지 담당    |
| 내각부 특명담당대신 (우주 정책 담당)                 | 1    | 후루카와 모토히사 |      | 중의원 민주당 (마에하라 그룹)                               | -              | 2012년 7월 12일 ~ 10월 1일 |                                              |
| 내각부 특명담당대신 (원자력 방재 담당)               | 1    | 호소노 고시       |      | 중의원 민주당 (마에하라 그룹)                               | -              | 2012년 9월 19일 ~ 10월 1일 | 원자력 발전 사고의 수습 및 재발 방지 담당    |
| 1. 2. 3. 4. 5. 6. 7. 8. 9. 10. 11. 12. 13.           |      |                   |      |                                                             |                |                            |                                              |

### 부대신
| 출신 당파 : 민주당 (발족시 : 민주당 21) |

| 내각부 부대신   | 이시다 가쓰유키     |  | 중의원 민주당 (가노 그룹)            | 2012년 6월 4일 ~ 10월 1일 |  |
| 내각부 부대신   | 고토 히토시         |  | 중의원 민주당 (하타 그룹)            | 2012년 6월 4일 ~ 10월 1일 |  |
| 내각부 부대신   | 나카쓰카 잇코       |  | 중의원 민주당 (오자와 그룹)          | 2012년 6월 4일 ~ 10월 1일 |  |
| 내각부 부대신   | 요시다 이즈미       |  | 중의원 민주당 (무파벌)               | 2012년 6월 4일 ~ 10월 1일 |  |
| 내각부 부대신   | 스에마쓰 요시노리   |  | 중의원 민주당 (간 그룹)              | 2012년 6월 4일 ~ 10월 1일 |  |
| 총무 부대신     | 오시마 아쓰시       |  | 중의원 민주당 (가노 그룹)            | 2012년 6월 4일 ~ 10월 1일 |  |
| 총무 부대신     | 마쓰자키 기미아키   |  | 중의원 민주당 (가노 그룹)            | 2012년 6월 4일 ~ 10월 1일 |  |
| 법무 부대신     | 다니 히로유키       |  | 참의원 민주당 (무파벌)               | 2012년 6월 4일 ~ 10월 1일 |  |
| 외무 부대신     | 야마구치 쓰요시     |  | 중의원 민주당 (겐바 그룹)            | 2012년 6월 4일 ~ 10월 1일 |  |
| 외무 부대신     | 야마네 류지         |  | 참의원 민주당 (가와바타 그룹)        | 2012년 6월 4일 ~ 10월 1일 |  |
| 재무 부대신     | 이가라시 후미히코   |  | 중의원 민주당 (오자와 사키히토 그룹) | 2012년 6월 4일 ~ 10월 1일 |  |
| 재무 부대신     | 후지타 유키히사     |  | 참의원 민주당 (하토야마 그룹)        | 2012년 6월 4일 ~ 10월 1일 |  |
| 문부과학 부대신 | 오쿠무라 덴조       |  | 중의원 민주당 (오자와 그룹)          | 2012년 6월 4일 ~ 10월 1일 |  |
| 문부과학 부대신 | 다카이 미호         |  | 중의원 민주당 (마에하라 그룹)        | 2012년 6월 4일 ~ 10월 1일 |  |
| 후생노동 부대신 | 니시무라 지나미     |  | 중의원 민주당 (간 그룹)              | 2012년 6월 4일 ~ 10월 1일 |  |
| 후생노동 부대신 | 쓰지 야스히로       |  | 참의원 민주당 (하토야마 그룹)        | 2012년 6월 4일 ~ 10월 1일 |  |
| 농림수산 부대신 | 사사키 다카히로     |  | 중의원 민주당 (무파벌)               | 2012년 6월 4일 ~ 10월 1일 |  |
| 농림수산 부대신 | 이와모토 쓰카사     |  | 참의원 민주당 (가와바타 그룹)        | 2012년 6월 4일 ~ 10월 1일 |  |
| 경제산업 부대신 | 마키노 세이슈       |  | 중의원 민주당 (하토야마 그룹)        | 2012년 6월 4일 ~ 10월 1일 |  |
| 경제산업 부대신 | 야나기사와 미쓰요시 |  | 참의원 민주당 (가와바타 그룹)        | 2012년 6월 4일 ~ 10월 1일 |  |
| 국토교통 부대신 | 오쿠다 겐           |  | 중의원 민주당 (하타 그룹)            | 2012년 6월 4일 ~ 10월 1일 |  |
| 국토교통 부대신 | 요시다 오사무       |  | 중의원 민주당 (가와바타 그룹)        | 2012년 6월 4일 ~ 10월 1일 |  |
| 환경 부대신     | 요코미쓰 가쓰히코   |  | 중의원 민주당 (요코미치 그룹)        | 2012년 6월 4일 ~ 10월 1일 |  |
| 방위 부대신     | 와타나베 슈         |  | 중의원 민주당 (마에하라 그룹)        | 2012년 6월 4일 ~ 10월 1일 |  |
| 부흥 부대신     | 나카쓰카 잇코       |  | 중의원 민주당 (오자와 그룹)          | 2012년 6월 4일 ~ 10월 1일 |  |
| 부흥 부대신     | 요시다 이즈미       |  | 중의원 민주당 (무파벌)               | 2012년 6월 4일 ~ 10월 1일 |  |
| 부흥 부대신     | 스에마쓰 요시노리   |  | 중의원 민주당 (간 그룹)              | 2012년 6월 4일 ~ 10월 1일 |  |
| 1.              |                     |  |                                      |                           |  |

### 대신 정무관
| 출신 당파 : 민주당 국민신당 (발족시 : 민주당 24, 국민신당 2) |

| 내각부대신 정무관   | 고리 가즈코       |  | 중의원 민주당 (요코미치 그룹)      | 2012년 6월 4일 ~ 10월 1일 |  |
| 내각부대신 정무관   | 오구시 히로시     |  | 중의원 민주당 (노다 그룹)          | 2012년 6월 4일 ~ 10월 1일 |  |
| 내각부대신 정무관   | 소노다 야스히로   |  | 중의원 민주당 (하타 그룹)          | 2012년 6월 4일 ~ 10월 1일 |  |
| 총무대신 정무관     | 후쿠다 아키오     |  | 중의원 민주당 (하토야마 그룹)      | 2012년 6월 4일 ~ 6월 27일 |  |
| 총무대신 정무관     | 이나미 데쓰오     |  | 중의원 민주당 (곤도·히라오카 그룹) | 2012년 7월 6일 ~ 10월 1일 |  |
| 총무대신 정무관     | 가가야 겐         |  | 참의원 민주당 (가와바타 그룹)      | 2012년 6월 4일 ~ 10월 1일 |  |
| 총무대신 정무관     | 모리타 다카시     |  | 참의원 국민신당                    | 2012년 6월 4일 ~ 10월 1일 |  |
| 법무대신 정무관     | 마쓰노 노부오     |  | 참의원 민주당 (무파벌)             | 2012년 6월 5일 ~ 10월 1일 |  |
| 외무대신 정무관     | 나카노 조         |  | 중의원 민주당 (무파벌)             | 2012년 6월 4일 ~ 10월 1일 |  |
| 외무대신 정무관     | 가토 도시유키     |  | 참의원 민주당 (무파벌)             | 2012년 6월 4일 ~ 10월 1일 |  |
| 외무대신 정무관     | 하마다 가즈유키   |  | 참의원 국민신당                    | 2012년 6월 4일 ~ 10월 1일 |  |
| 재무대신 정무관     | 미타니 미쓰오     |  | 중의원 민주당 (노다 그룹)          | 2012년 6월 4일 ~ 10월 1일 |  |
| 재무대신 정무관     | 와카이즈미 세이조 |  | 중의원 민주당 (무파벌)             | 2012년 6월 5일 ~ 10월 1일 |  |
| 문부과학대신 정무관 | 기이 다카시       |  | 중의원 민주당 (마에하라 그룹)      | 2012년 6월 4일 ~ 10월 1일 |  |
| 문부과학대신 정무관 | 가미모토 미에코   |  | 참의원 민주당 (요코미치 그룹)      | 2012년 6월 4일 ~ 10월 1일 |  |
| 후생노동대신 정무관 | 후지타 가즈에     |  | 중의원 민주당 (곤도·히라오카 그룹) | 2012년 6월 4일 ~ 10월 1일 |  |
| 후생노동대신 정무관 | 쓰다 야타로       |  | 참의원 민주당 (요코미치 그룹)      | 2012년 6월 4일 ~ 10월 1일 |  |
| 농림수산대신 정무관 | 나카노 히로코     |  | 중의원 민주당 (오자와 그룹)        | 2012년 6월 4일 ~ 10월 1일 |  |
| 농림수산대신 정무관 | 모리모토 데쓰오   |  | 중의원 민주당 (하토야마 그룹)      | 2012년 6월 4일 ~ 10월 1일 |  |
| 경제산업대신 정무관 | 기타가미 게이로   |  | 중의원 민주당 (마에하라 그룹)      | 2012년 6월 4일 ~ 10월 1일 |  |
| 경제산업대신 정무관 | 나카네 야스히로   |  | 중의원 민주당 (무파벌)             | 2012년 6월 4일 ~ 10월 1일 |  |
| 국토교통대신 정무관 | 쓰가와 쇼고       |  | 중의원 민주당 (무파벌)             | 2012년 6월 4일 ~ 10월 1일 |  |
| 국토교통대신 정무관 | 쓰시마 교이치     |  | 중의원 민주당 (오자와 그룹)        | 2012년 6월 4일 ~ 10월 1일 |  |
| 국토교통대신 정무관 | 무로이 구니히코   |  | 참의원 민주당 (오자와 그룹)        | 2012년 6월 4일 ~ 10월 1일 |  |
| 환경대신 정무관     | 다카야마 사토시   |  | 중의원 민주당 (오자와 그룹)        | 2012년 6월 4일 ~ 10월 1일 |  |
| 방위대신 정무관     | 시모조 미쓰       |  | 중의원 민주당 (하타 그룹)          | 2012년 6월 4일 ~ 10월 1일 |  |
| 방위대신 정무관     | 진푸 히데오       |  | 중의원 민주당 (오자와 그룹)        | 2012년 6월 4일 ~ 10월 1일 |  |
| 부흥대신 정무관     | 고리 가즈코       |  | 중의원 민주당 (요코미치 그룹)      | 2012년 6월 4일 ~ 10월 1일 |  |
| 부흥대신 정무관     | 오구시 히로시     |  | 중의원 민주당 (노다 그룹)          | 2012년 6월 4일 ~ 10월 1일 |  |
| 부흥대신 정무관     | 와카이즈미 세이조 |  | 중의원 민주당 (무파벌)             | 2012년 6월 5일 ~ 10월 1일 |  |
| 부흥대신 정무관     | 쓰가와 쇼고       |  | 중의원 민주당 (무파벌)             | 2012년 6월 4일 ~ 10월 1일 |  |
| 1.                  |                   |  |                                    |                           |  |

### 그 외의 인사
| 출신 당파 : 비 국회의원 민주당 (발족시 : 민주당 7, 비 국회의원 2) |

| 직책                  | 대수 | 성명              | 성명 | 주요 경력                           | 재직 기간                 | 비고                                         |
| --------------------- | ---- | ----------------- | ---- | ----------------------------------- | ------------------------- | -------------------------------------------- |
| 내각관방부장관 (정무) | -    | 사이토 쓰요시     |      | 중의원 민주당 (곤도·히라오카 그룹)  | 2012년 6월 4일 ~ 10월 1일 |                                              |
| 내각관방부장관 (정무) | -    | 나가하마 히로유키 |      | 참의원 민주당 (노다 그룹)           | 2012년 6월 4일 ~ 10월 1일 |                                              |
| 내각관방부장관 (사무) | -    | 다케토시 마코토   |      | 비 국회의원 국가공무원 (국토교통성) | 2012년 6월 4일 ~ 10월 1일 |                                              |
| 내각법제국 장관       | 64   | 야마모토 쓰네유키 |      | 비 국회의원 국가공무원 (경제산업성) | 2012년 6월 4일 ~ 10월 1일 |                                              |
| 내각총리대신 보좌관   | -    | 데즈카 요시오     |      | 중의원 민주당 (노다 그룹)           | 2012년 6월 4일 ~ 10월 1일 | 정치 주도에 의한 정책 운영 및 국회 대책 담당 |
| 내각총리대신 보좌관   | -    | 미즈오카 슌이치   |      | 참의원 민주당 (요코미치 그룹)       | 2012년 6월 4일 ~ 10월 1일 | 정치 주도에 의한 정책 운영 및 국회 대책 담당 |
| 내각총리대신 보좌관   | -    | 나가시마 아키히사 |      | 중의원 민주당 (노다 그룹)           | 2012년 6월 4일 ~ 10월 1일 | 외교 및 안전 보장 담당                       |
| 내각총리대신 보좌관   | -    | 혼다 히라나오     |      | 중의원 민주당 (간 그룹)             | 2012년 6월 4일 ~ 10월 1일 | 내정의 중요 정책에 관한 부처간 조정 담당     |
| 내각총리대신 보좌관   | -    | 데라타 마나부     |      | 중의원 민주당 (간 그룹)             | 2012년 6월 4일 ~ 10월 1일 | 행정개혁 및 사회 보장·세금 일체개혁 등 담당  |
| 1.                    |      |                   |      |                                     |                           |                                              |